# Аршам, Даниэль
Даниэ́ль Арша́м (англ. Daniel Arsham; род. 1980, Кливленд, Огайо) — американский художник и скульптор, сооснователь и партнер дизайнерского бюро Snarkitecture. Живёт и работает в Нью-Йорке. Его проекты включают в себя совместные работы с Джеймсом Франко, Мерсом Каннингемом, Хайди Слиман и Фарреллом Уильямсом. Он также выполнял заказы для таких брендов, как Calvin Klein и Louis Vuitton.

## Биография
Даниэль Аршам родился в Кливленде, штат Огайо, вырос в Майами. Образование получил в архитектурной школе Cooper Union в Нью-Йорке. Интерес к архитектуре возник у американца в 12 лет, когда ураган Эндрю превратил его дом в обломки. Аршам выжил, но стихия заставила задуматься о непостоянстве жизни. О том, что продукты или организмы рано или поздно достигают своего срока годности, разрушаются или разлагаются.
Черта, которая с ранних лет отличала художника — дальтонизм. Он может видеть примерно двадцать процентов цветов, которые различает обычный человек. Его искусство почти всегда испытывает недостаток цвета. Глядя на все его работы, можно заметить явное предпочтение белых и серых тонов. Он всю жизнь воспринимал свой дальтонизм как факт, небольшое неудобство или даже вовсе не считал отклонением. Даже в детстве его родители никогда не относились к нему по-особенному и не заостряли внимание на его отличии.
Позже он признал огромную разницу в визуальном восприятии мира. Даниэль экспериментировал с коррекцией зрения с помощью специальных оптических линз, которые преломляют свет и позволяют людям, страдающим дальтонизмом, видеть больше различий между цветами. Это вдохновило его в 2016 году впервые использовать цвет на его персональной выставке Circa 2345 в Galerie Perrotin в Нью-Йорке, используя кальцит, вещество ярко-синего цвета. Несмотря на это, выставка намекала на жизнь автора без цвета, поскольку в работах использовались только оттенки синего и фиолетового.
В 2004 году Даниэль попал в мир постановок, когда легендарный американский танцевальный хореограф Мерс Каннингем пригласил его спроектировать сцену для пьесы под названием eye Space в Центре исполнительских искусств Майами. Каннингем ранее сотрудничал с такими артистами, как Раушенберг, Фрэнк Стелла и Энди Уорхол. Даже не имея никакого обучения или опыта в сценическом дизайне, он принял предложение и продолжал неоднократно делать проекты с Каннингемом, включая его последнее шоу перед смертью в 2009 году. Даниэль стал самым молодым артистом, сотрудничавшим с хореографом.
Фаррелл Уильямс встретился с Даниэлем на обеде в Майами, организованном Galerie Perrotin. Они очаровались работами друг друга и подружились. Аршам спроектировал первый инструмент Уильямса — клавиатуру Casio MT-500 — из вулканического пепла, хрусталя и стали. При создании скульптуры Фаррела было использовано битое стекло. «Даниэль — мастер иллюзии и науки», — сказал Уильямс в электронном письме. Сам Даниэль скромно назвал то, что он делает, «повседневными вещами и игрой с ожиданиями.
В 2005 году вместе с художником Алексом Мустоненом Аршам создал Snarkitecture — совместную и экспериментальную практику, создающую произведения на стыке искусства и архитектуры.

## Творчество
Аршам создаёт скульптуры из окаменелых медиафайлов двадцатого века, изготовленных из различных материалов: стекло, щебень, мрамор, гипс, гипсовый цемент и так далее. Созданные в виде хрупких артефактов, они покрыты крошечными трещинами и участками. Это создаёт ощущение, что поверхность рассыпалась, разрушаясь от неиспользования и устаревания.
Эстетика Дэниела Аршама вращается вокруг его концепции вымышленной археологии. Работая в скульптуре, архитектуре, рисовании и кино, он создает пространства или ситуации, которые он называет будущими реликвиями настоящего. Они представляют собой размытые слепки современных артефактов и современных человеческих фигур, которые он искусно делает из геологического материала, такого как песок, селенит или вулканический пепел. Из-за этого они выглядят так, будто были похоронены целую вечность, но их только что обнаружили. Большинство знаковых объектов, которые он превращает в камень, относятся к концу 20-го века, когда технологическое устаревание беспрецедентно ускорилось вместе с цифровой дематериализацией нашего мира. Даниэль Аршам работает между романтизмом и поп-артом, экспериментируя с вневременностью определённых символов и жестов в разных культурах.
Его инсталляции играют с границами пространства и времени. Стены становятся произведениями искусства, деформируясь и исчезая, скрывая предметы и тела. Лестницы ведут в никуда, а природа одолевает структуру. Аршам заставляет нас залезть в кожу наших предков, когда окружает повседневные предметы вулканическим пеплом, который, по-видимому, будет найден на месте будущих археологических раскопок.
Его нынешняя одержимость устаревшими гаджетами началась примерно в 2011 году после поездки на остров Пасхи, где он провел месяц, рисуя археологические памятники для путеводителя Louis Vuitton. «Многие из материалов, которые я использую, изначально не были „художественными“. Это такие вещи, как вулканический пепел, кристаллы, и даже гипсокартон. Так что в преобразовании этих материалов есть немного алхимии и науки. Часто из-за этого я вынужден консультироваться с защитниками природы и людьми, которые понимают, как вещества функционируют с течением времени».
На своем шоу в Locust Projects в Майами «Добро пожаловать в будущее» Аршам использовал отбойные молотки и бетонные пилы, чтобы пробить 25-футовый круговой жёлоб в полу галереи. Он наполнил его копиями таких вещей, как контроллеры PlayStation и рулевое колесо Mercedes-Benz. Разрушающиеся объекты были упорядочены по цветовой градации: первое кольцо выполнено из чёрного вулканического пепла, второе кольцо — из серого обсидиана, а центр — из совершенно белого кристалла.
«Я много смотрю на лэнд-арт 1970-х, особенно мне нравятся Джеймс Таррелл и Майкл Хейзер. Таррелл последние 30 лет работает над огромным проектом в пустыне штата Аризона, делает произведение искусства из кратера потухшего вулкана Роден. Я также слежу за работой французского художника Пьера Юига. Я гораздо больше времени провожу, изучая другие формы искусства, например, музыку».
Даниэль Аршам предпочитает не объяснять свои работы. «Как только я начинаю говорить о смысле этих работ, любые другие потенциальные смыслы перестают существовать. Моё искусство экспонируется в самых разных уголках мира, так что каждый видит что-то своё. В зависимости от того, сколько ему лет, где он живёт, и какая у него культура. Когда-нибудь мой 4-летний сын войдет в галерею и увидит часть моей работы, похожую на фигуру, завернутую в стену, которую он находит ужасной».
Что делает Аршама особенно популярным среди знаменитостей, так это монохромная палитра, которую он использует. Это объясняется его дальтонизмом и чувством бестелесного футуризма, который вызывают его работы. Эта эстетика перекликается с поклонниками роскошной уличной одежды.

## Выставки

### «Застывшие мифы», Ros Mandos, 2019
Скульптуры из вулканического пепла, розового кварца, обсидиана и ледниковых пород изображают культовые культурные объекты нашего времени, превращенные художником в реликвии.
Впечатляющая инсталляция «Лунный сад» — одно из самых знаковых архитектурных решений Аршама. При его создании он был вдохновлён посещением садов дзен в Киото. «Всякий раз, когда я посещаю их, кажется, как будто время остановилось. Но на самом деле сады заботливо поддерживаются монахами. В моих работах также. Баланс между постоянством и изменчивостью очень важен». Художник рассматривает «Лунный сад» как пространство для размышлений о времени, которые являются основой для всех его работ.
Для своих эродированных скульптур он тщательно подбирает предметы, которые понятны широкой аудитории. Это обложки популярных журналов и инвентарь, используемый в популярных видах спорта. «Сами по себе объекты были почти иконами, — говорит автор, — на выставке не просто камера, это особый Pentax K1000, который знают многие. Все вещи, которые я использую, должны быть кросскультурными, понятные всем».
Новым в словаре форм Аршана являются завернутые в ткань скульптуры. Они напоминают технику мокрой драпировки в древнегреческой скульптуре, а также культовые скульптуры Христо и Жанны-Клод. Обёртывание объектов также использовали сюрреалисты, такие как Ман Рэй, который своей «Загадкой Исидора Дюкасса» (фр. L'Enigme d'Isidore Ducasse, 1920) вдохновил Аршама на использование сокрытия как способ показать жуткое состояние внутри объекта.

### «Архитектура в движении», ВДНХ, 2017
Выставка прошла с 30 сентября 2017 по 7 января 2018 года в павильоне «Карелия» на ВДНХ в рамках параллельной программы 7-й Московской международной биеннале.
Для проекта в России Даниэль создал девять новых работ в белом цвете. Все они вошли в инсталляцию — огромный бетонный тоннель с пробоинами, который переходил в человеческую фигуру. Работы были размещены исключительно на стенах и потолке. «Я никогда не делал такие масштабные работы, — говорит скульптор. — Пространство поменяет форму и оно будет вести посетителей по выставке от начала до конца, как лабиринт. Здесь нет других типов работ: графики или картин. Только белые скульптуры, которые трансформируют поверхности. Мне понравилось, что никто не был обеспокоен большим масштабом моих работ. Если я попытаюсь сделать то же самое в США или Европе, могут возникнуть проблемы из-за размера».
Объекты отражают представления автора о взаимодействии между человеком и архитектурой. Он рассматривает способность людей к созданию, уничтожению и модернизации не только сооружений, но и природных материалов. Скульптурные композиции, исполненные в разном масштабе, Аршам внедряет в гладкую поверхность павильона с различными элементами и драпировкой. Превращая человеческие фигуры в застывшие статуи, Аршам развивает художественные поиски сюрреалистов, перенося их в трехмерное пространство.

## Коллаборации

### «Реликвия будущего» (2013—2018)
«Реликвия будущего» (англ. Future Relic) — это проект Даниэля Аршама, состоящий из девяти короткометражных фильмов. Каждая часть изображает будущую цивилизацию до и после крупнейшей экологической катастрофы. Аршам создал свою собственную природу, которая предположительно сформировалась после всемирного бедствия. В этой системе песчаные бури проносятся по береговой линии, а стеклянные бутылки поднимаются в воздух. С поверхности Луны при этом вырыт значительный прямоугольный участок.
Проект «Реликвия будущего» был создан Аршамом в качестве помощника, чтобы зрители смогли сформировать представление об окружающей среде, в которой существуют скульптуры художника. Несмотря на характер проекта, Аршам не называет себя режиссёром, а рассматривает фильм как «кульминацию всех областей», в которых он работает. Он подчеркивает уникальность и многообразность продукта индустрии кино. Через него художник может свободно работать с многочисленными СМИ, и пользоваться инструментами, которые могут быть невозможны в традиционной презентации галереи. Физическое пространство имеет очень много контролируемых переменных, в то время как фильм предоставляет дополнительные элементы: от освещения и точек обзора до спецэффектов.
В дебютном видео «Реликвии будущего» Даниэль Аршам сотрудничал с художником Swizz Beatz и модельером Ричардом Чаем. Во второй серии на главную роль был приглашен американский актёр Джеймс Франко. История демонстрирует результат неудачной попытки человечества спасти мир от экологической катастрофы. Фильм изображает будни лабораторного работника Матиса Рэя из неизвестного времени в будущем. Он тщательно каталогизирует разрушающиеся камеры и телефоны. Франко систематически анализирует каждый объект, прежде чем уничтожить его с помощью дробильного устройства в лаборатории. В частности, в кадре появляется 35-миллиметровая модель камеры Leica.
По сценарию фильма в недалеком будущем климат Земли становится нестабильным. Приливы и отливы непредсказуемо вызывают катастрофические штормы, которые разрушают крупнейшие города мира. В последней попытке спасти планету от неизбежного разрушения, команда ученых разработала план деконструкции Луны, чтобы изменить её общую массу и уменьшить гравитационное притяжение приливов. Эксперимент работает, земля временно спасена, но негативные последствия со временем возрастают и делают мир все более и более неблагоприятным для людей. Матиас Рей — ученый, ответственный за решение раскопать Луну. Девятиминутный клип, снятый в течение четырёх дней в бруклинской студии Аршама, включает в себя некоторые скульптуры самого художника, а также серебряный скафандр, разработанный молодым нью-йоркским модным лейблом Public School.
Премьера третьей серии состоялась кинофестивале Трайбека. Главную роль исполнила актриса Джульетт Льюис. Девятое и последнее видео сделано в формате трейлера для несуществующего фильма, снятого в 2089 году. Главные роли сыграли Махершала Али и Джульетт Льюис.

## Студия и Snarkitecture
«История Snarkitecture началась в 2005 году, когда у меня была первая выставка в Париже. Эди Слиман, директор Dior Homme на тот момент, предложил мне спроектировать магазин, который они строили в Лос-Анджелесе. Эди понравился мой дизайн, но архитектор, который строил здание, сказал, что это невыполнимо. Поэтому я нанял своего архитектора, Алекса Мустонена, который привел мой замысел в соответствие с реальностью. Потом мы получили ещё несколько предложений, которые были связаны с архитектурой и основали Snarkitecture — проект, который находится на стыке искусства и архитектуры». Большинство клиентов Snarkitecture связаны с миром моды — Calvin Klein, Louis Vuitton.
Художественная студия Даниэля Аршама на Лонг-Айленд-Сити — это холст сам по себе. Ослепительно белый, включая стены, потолок, встроенные произведения искусства (например, выступающая фигура, застрявшая в стене) и форму персонала (четкие лабораторные халаты). Хаос исходит от всех тел, гудящих вокруг первого этажа, офисного пространства, разделенного с архитектурной компанией Snarkitecture и многокомнатной мастерской, озвученной шумом бурения. Конференц-зал на втором этаже, обставленный строгой симметрией Snarkitecture, предлагает обширный, безмятежный вид на Ист-Ривер.

## Отзывы и критика
«Идея о том, что культура высокого и низкого уровня — это две разные вещи, является устаревшей концепцией», — сказал Аль Моран, основатель галереи Ohwow, которая представляла мистера Аршама в Лос-Анджелесе. «Эти две вещи слились в одну, и практика Даниэля отражает это».
Художник Марк Куинн описал работы Аршама следующим образом: «Он смотрит на нашу культуру через телескоп сквозь миллионы лет… Он одаривает нас жуткими ощущениями того, как другие смогут увидеть её спустя века».